# Pico y placa
El pico y placa es una medida de restricción vehicular implementada en las ciudades, inicialmente en Bogotá. Es una medida de gestión de la demanda de transporte para racionar el uso de una escasa oferta de transporte (vías) ante una demanda excesiva. Posteriormente ha sido implementado con el mismo nombre de "pico y placa" en Colombia, Ecuador, Venezuela y en Perú, en la ciudad de Lima.
Esta norma de tránsito impone una restricción de circulación obligatoria en el área urbana a vehículos privados tipo automóvil y de servicio público en horarios "pico" (horarios con mayor afluencia de tráfico), dependiendo del último número de placa el automóvil, pretendiendo reducir con ella el colapso circulatorio que se formaba en estas horas. Dentro de su aplicación, cada año se rota el día de restricción de acuerdo al número de placa del vehículo.

## Contexto
La restricción inicialmente fue implementada para mitigar la congestión en las horas pico (hora punta) y tratar de distribuir la demanda hacia las horas de menos demanda (horas valle). La restricción aplicaba en las horas de la mañana entre las 6:00 y las 10:00 horas y en las tardes entre las 15:00 y las 21:00 horas. Poco después a la medida le fueron ampliados los horarios y el número de dígitos.
Luego de que las autoridades se dieran cuenta que algunos ciudadanos estaban seleccionando el último dígito de la placa para que la medida no los afectara según sus conveniencias (al comprar un carro se seleccionaba la placa para poder salir los viernes en la tarde o para que le tocara los lunes debido a que el país cuenta con varios festivos en los días lunes), llevó a que desde el año 2008 se implementara la rotación anual.
A partir del 6 de febrero de 2009, la medida se amplió a todo el día, de 6:00 a 20:00, debido a que se comenzó la construcción de la fase tres de TransMilenio, según lo dictaminado por el alcalde Samuel Moreno, ya que se tenía el precedente de tránsito caótico que vivió Bogotá durante la construcción de la fase II del mismo sistema, ya que se presentaron grandes represamientos viales.
Esta medida ha obligado a que muchos habitantes de la ciudad busquen nuevas maneras de transportarse tanto con transporte público como transportes alternativos como un segundo vehículo y eventualmente la bicicleta. Otras empresas se las han ideado para ofrecer servicios que atiendan este público, como lo es el alquiler de vehículo durante un día.[cita requerida] En todas las ciudades colombianas el incumplimiento de esta norma conlleva a la inmovilización del vehículo y a una posterior multa.

## Medida y su aplicación en Colombia

### Bogotá (pico y placa ambiental)
Durante la alcaldía de Enrique Peñalosa se implementó el pico y placa, que se extendería en la administración de Luis Eduardo Garzón Bogotá a vehículos de carga. Desde la alcaldía de Gustavo Petro la medida se hizo efectiva así:
| Pico y placa actual |           |
| Día hábil par       | 1-2-3-4-5 |
| Día hábil impar     | 6-7-8-9-0 |

Su horario está asignado así:
Desde las 6:00 a. m. a 8:30 a. m. y de 3:00 p. m. a 7:30 p. m. de lunes a viernes.
Anteriormente, y desde su implementación, se hacía con rotatividad, para que al menos dos días a la semana se repitiera el mismo dígito final.
| Día       | Número  |
| Lunes     | 9-0-1-2 |
| Martes    | 3-4-5-6 |
| Miércoles | 7-8-9-0 |
| Jueves    | 1-2-3-4 |
| Viernes   | 5-6-7-8 |

Desde el 1º de julio de 2011, la medida tuvo la siguiente configuración:
| Día       | Número  |
| Lunes     | 5-6-7-8 |
| Martes    | 9-0-1-2 |
| Miércoles | 3-4-5-6 |
| Jueves    | 7-8-9-0 |
| Viernes   | 1-2-3-4 |

Con la pandemia originada por el Covid-19, durante la administración de Claudia López se levantó la restricción de pico y placa hasta septiembre de 2020 cuando la Secretaría de Movilidad de Bogotá anunció el regreso de la restricción de lunes a viernes de 6:00 a. m. a 8:30 a. m. y de 3:00 p. m. a 7:30 p. m. y el lanzamiento de un nuevo esquema de cargos por congestión y contaminación, denominado Pico y Placa Solidario, y por primera vez la opción de movilizarse a través de un permiso temporal de Carro Compartido.
Con el Pico y Placa Solidario o Permiso Especial de Acceso a Área de Restricción Vehicular, PEAARV, medida para incentivar otras alternativas de transporte sostenible, los conductores en Bogotá pudieron acceder al uso de su vehículo particular a través de una compensación económica y social por 6 meses, para el 2020 el aporte por semestre fue de 2.066.200 pesos, recursos que entraron a financiar el sistema integrado de transporte público. Los vehículos de personal de la salud, híbridos de fábrica cuya motorización sea por combustión (diésel o gasolina) y funcionen, alternada o simultáneamente, con motor eléctrico o que movilicen mínimo tres o más pasajeros (incluyendo el conductor), en lo denominado Carro Compartido, estuvieron exentos de la medida, previa inscripción.
En ese año, se decidió dejar por fuera de la excepción a todos los vehículos blindados que no pertenecieran a la Unidad Nacional de Protección (UNP), una medida que acabó en Bogotá con más de 6400 permisos a vehículos solo por el hecho de estar blindados. 
A finales de 2021, el Secretario de Movilidad de Bogotá, Nicolás Francisco Estupiñán Alvarado, anunció cambios en esquema de cargos por congestión y contaminación, en los cuales se incluyó el registro y pago por día, mes y semestre, previo curso de sensibilización sobre seguridad vial.

### Medellín
En el 2005, el alcalde, Sergio Fajardo implementó la misma medida en la ciudad de Medellín, con la diferencia de que los días se rotan cada 6 meses (Decreto 97 de 2005 de la Alcaldía de Medellín).
La novedad que se hizo en el primer semestre de 2005 es que las horas pico en Medellín son: de 7:00 a. m. - 8:30 a. m., y de 5:30 p. m. a 7:00 p. m.
La restricción del Pico y Placa en la ciudad de Medellín se aplica para el primer semestre de 2005 de la siguiente manera:
| Día       | Número |
| Lunes     | 0 y 1  |
| Martes    | 2 y 3  |
| Miércoles | 4 y 5  |
| Jueves    | 6 y 7  |
| Viernes   | 8 y 9  |

### Frontera colombo-venezolana
Las autoridades viales del estado del Táchira, Venezuela decidieron implementar la medida del pico y placa para regular el tráfico en el paso fronterizo entre Colombia y Venezuela.
La alcaldía de Ureña, población cercana a la frontera colombo-venezolana, tomó la decisión de implementar el día de la parada, medida que restringe el paso por la frontera, para agilizar el paso por el puente internacional Simón Bolívar, esta restricción solo se mantiene para vehículos particulares de la siguiente manera:
| Día       | Número |
| Lunes     | 0 - 1  |
| Martes    | 2 - 3  |
| Miércoles | 4 - 5  |
| Jueves    | 6 - 7  |
| Viernes   | 8 - 9  |

## Quito, Ecuador
En los primeros días del mes de enero del 2010, se anunció la aplicación de esta medida en la ciudad de Quito en Ecuador debido a la congestión que se presenta en la ciudad. Esta medida empezó a funcionar en marzo de 2010, donde por un día a la semana los autos no pueden circular según el último número de la placa, en dos turnos durante las horas pico entre las 7:00 y las 9:30 en la mañana y entre las 16:00 y las 19:30 en la tarde y noche, el calendario de aplicación de la medida es el siguiente:
| DÍA       | N.º PLACA |
| --------- | --------- |
| LUNES     | 1 y 2     |
| MARTES    | 3 y 4     |
| MIÉRCOLES | 5 y 6     |
| JUEVES    | 7 y 8     |
| VIERNES   | 9 y 0     |

De esta restricción están excluidos vehículos de emergencias, del cuerpo diplomático y del Presidente y Vicepresidente de la República.
Para los conductores que circulen por las calles de Quito en los horarios de Pico y Placa serán multados con el siguiente esquema:
| Infracción  | Multa hasta mayo de 2014 | Multa desde junio de 2014 |
| ----------- | ------------------------ | ------------------------- |
| Primera vez | $113.33                  | $56.66                    |
| Segunda vez | $170.00                  | $85.00                    |
| Tercera vez | $340.00                  | $170.00                   |

La zona urbana donde aplican los horarios del Pico y Placa se encuentran dentro de los límites viales que se indican a continuación:
| Límite Norte | Redondel de los Adolescentes, continuando por la Avenida Mariscal Sucre, Diego de Vásquez y Panamericana Norte, intersección con la Avenida Simón Bolívar |
| Límite Sur   | Intercambiador Lucha de Los Pobres, Avenida Simón Bolívar, Avenida Morán Valverde, hasta la intersección con la Avenida Mariscal Sucre                    |
| Límite Este  | Avenida Simón Bolívar, entre Panamericana Norte e intercambiador Lucha de Los Pobres                                                                      |
| Límite Oeste | Avenida Mariscal Sucre, entre Avenida Morán Valverde y Redondel de los Adolescentes                                                                       |

### Extensión de la restricción
A partir del 9 de septiembre de 2019, el sistema de restricción vehicular se extendió a 15 horas entre las 05:00 a 20:00 cambiando su nombre a "Hoy No Circula" con el objetivo de facilitar el proceso de rehabilitación vial y repavimentación de 110 kilómetros de vías.

## Londres, Inglaterra
La medida implica una tarifa denominada "cobro por congestión" a los conductores que transitan en el centro de la ciudad de 7 a. m. a 6 p. m., de lunes a viernes.

## Estocolmo y Gotemburgo, Suecia
Al igual que en Inglaterra se aplica un cobro por congestión que se aplica al pasar por peajes en determinados puntos de la ciudad dentro del horario estipulado, una vez habiendo pasado el peaje el cobro llega al lugar de residencia del conductor.

## Oposición y apoyo a la medida
Muchas ciudades en el mundo están llevando a cabo medidas para mejorar la movilidad de sus ciudadanos. A diferencia de la filosofía de hace algunas décadas de proveer las vías que se necesitaban, en el presente las medidas van encaminadas hacia la movilidad sostenible. Este cambio se dio por los retos que actualmente enfrenta la humanidad y en los que el transporte tiene grandes aportes, como lo son el consumo de recursos no renovables (petróleo) y las emisiones de Gases de efecto invernadero que son responsables del fenómeno del calentamiento global.
A diferencia de medios donde un solo motor permite el transporte a decenas de pasajeros como son los autobuses y los trenes, el uso del automóvil en centros urbanos se considera inconveniente, por ser el medio menos compatible con los principios de movilidad sostenible. Existen dos grandes grupos de medidas para lograr que un bien (servicio) se consuma en las cantidades que se requiere. Por incentivos (subiendo el precio) o por restricción. El pico y placa es considerada por muchos como una medida conveniente, por restringir el número de vehículos que salen a la calle. Es decir se está disminuyendo. Sin embargo, los contradictores a la eficacia de la medida sugieren que es una medida transitoria, dilatoria y paliativa.
A pesar de los problemas de tráfico que siguen presentándose, del caos vehicular, del cambio climático que afectó directamente a Bogotá, y de que la población que tiene vehículo propio no sobrepasa el 15 %,[cita requerida] existen personas interesadas en atacar la medida, inclusive, en el Senado de la República, se pretende que la cantidad de horas de la medida durante la semana tenga un límite.
Una de las críticas más fuertes realizadas a la medida de pico y placa es que no contribuye al desarrollo económico de la ciudad, es solamente una medida efectista que no soluciona de forma definitiva el tráfico en las ciudades en que se ha implementado.
En el caso de Bogotá, se estima que para finales de 2010 la ciudad tiene un flujo de 1 989 000 vehículos, de los cuales 622 mil automotores salen de circulación a diario por efecto de la medida. En los días que la medida no se hace efectiva, por ejemplo en las festividades de fin de año y en los días feriados es notorio el caos vehicular que se registra en la ciudad, principalmente en la zona norte, donde la proporción de vehículos por habitante es mayor.
Por otro lado, durante la alcaldía de Enrique Peñalosa se realizó un ejercicio en el que los ciudadanos votaron a favor de que la medida de pico y placa ocurriera todos los días hábiles de la semana desde las 6 y las 9 de la mañana y de las 4:30 a las 7:30 de la noche a partir del año 2015.